# Frederick Oakeley
Pour les articles homonymes, voir Oakeley.
Frederick Oakeley (Shrewsbury, 5 septembre 1802 – Islington, 30 janvier 1880) est un écrivain anglais et un prêtre anglican puis catholique. Ordonné en 1828 dans l'Église d'Angleterre, il devient catholique en 1845 puis chanoine à Westminster en 1852.
Il est notamment connu pour sa traduction de l'hymne Adeste Fideles en anglais, qu'il écrivit pour sa paroisse de la Margaret Street Chapel, mais il fut surtout une figure déterminante du mouvement d'Oxford.

## Biographie

### Jeunesse
C'est le 5 septembre 1802 que Frederick nait de l'union de Sir Charles Oakeley, 1er baronnet, et de sa femme Helena, à l'Abbey House  (Shrewsbury),. La famille de dix enfants quitte cependant la ville en 1810 pour venir habiter le palais épiscopal de Lichfield.
Bien que sa mauvaise santé l'empêche d'aller à l'école, à partir de ses 15 ans, Frederick étudie auprès de Charles Sumner, puis il est envoyé en 1820 à la Christ Church d'Oxford, où il obtient le second prix de literæ humaniores en 1824, ainsi que les premiers prix de latin en 1825, et d'anglais ainsi que le prix de théologie Edward Ellerton (en) (Ellerton theological prize) en 1827.
En 1827, il est ordonné prêtre anglican et devient aumônier puis, avec l'aide de l'évêque Mgr Henry Ryder, professeur de catéchisme (en 1830) au Balliol College. Il poursuit sa carrière en devenant ensuite prédicateur en 1831 et membre du jury de l'Université en 1835. En 1837, Oakeley est nommé prédicateur de Whitehall, par l'évêque de Londres, Mgr Charles Blomfield.

### Le mouvement d'Oxford
Aumônier à Balliol, Oakeley est de moins en moins attiré par l'évangélisme ; sous l'influence de William George Ward, il s'intéresse puis reconnaît appartenir au mouvement d'Oxford en 1837, dans la préface de Whitehall Sermons. En 1839, il devient curé de la Margaret Street Chapel, une église anglicane de Londres, où il reste jusqu'en 1845.

### Conversion au catholicisme
C'est en septembre 1845 qu'Oakeley rejoint la communauté de John Henry Newman à Littlemore ; le 29 octobre, il devient catholique dans la petite chapelle de Saint Clément, et est confirmé le 31 octobre à Birmingham par Nicholas Wiseman.
De janvier 1846 à août 1848, il étudie la théologie au séminaire de Londres, St Edmund College. En 1848, il reste deux ans à St George Southpark, avant de devenir curé de St John Islington le 22 janvier 1850. En 1852 enfin, il est nommé chanoine à Westminster, où il reste jusque sa mort, le 30 janvier 1880.

## Œuvres
Oakeley a publié 42 œuvres, dont les suivantes, parues avant sa conversion :
- Whitehall Chapel Sermons, 1837 ;
- Laudes Diurnæ; the Psalter and Canticles in the Morning and Evening Services, set and pointed to the Gregorian Tones by Richard Redhead, with a preface by Oakeley on antiphonal chanting, 1843.

Il a aussi contribué à la revue anglaise British Critic.
Il écrivit de nombreux livres sur le catholicisme après sa conversion, dont :
- The Ceremonies of the Mass, 1855, écrit à Rome, où il fut aussi traduit en italien par Lorenzo Santarelli ;
- The Church of the Bible, 1857 ;
- Lyra Liturgica, 1865 ;
- Historical Notes on the Tractarian Movement, 1865 ;
- The Priest to the Mission, 1871 ;
- The Voice of Creation, 1876.

Il fut en outre un contributeur régulier de la Dublin Review et du journal The Month. Il contribua aux Essays on Religious Subjects (1865) du Cardinal Manning, avec l'écriture de The Position of a Catholic Minority in a non-Catholic Country.
Il écrivit son dernier article en mars 1880 dans le Time : « Personal Recollections of Oxford from 1820 to 1845 ». Cet article a été republié par la suite par Lilian M. Quiller-Couch dans Reminiscences of Oxford, 1892, Oxf. Hist. Soc.
Son Youthful Martyrs of Rome, pièce de théâtre en cinq actes de 1856 a été adapté de la Fabiola du Cardinal Wiseman.